# René (romanzo)
René (pubblicato in Italia anche con il titolo Renato) è un romanzo parzialmente autobiografico dello scrittore francese François-René de Chateaubriand. René apparve inizialmente all'interno del Genio del Cristianesimo nel 1802, ma raggiunse un tale successo che, al pari di Atala, venne ripubblicato separatamente nel 1805.

## Trama
Esiliato nella tribù dei Natchez, René racconta su richiesta di Chactas e del padre Souël, la storia del suo passato e della sua esistenza infelice. Alla ricerca di un'identità introvabile, ossessionato da questa ricerca infruttuosa e sconvolto dalla morte di suo padre (la madre era morta al momento della sua nascita), René decide di viaggiare, ma nulla riesce a risollevarlo. In preda a dei tormenti ignoti, egli aspira al suicidio.
Per impedire ciò, la sorella Amélie lo conforta con la sua presenza; ma ella si ammala di una malattia sconosciuta e si va a rinchiudere in un convento. René assiste alla commovente cerimonia dei suoi voti e scopre il segreto di questo strano male: Amélie che si è innamorata di suo fratello con una grande tenerezza, è tormentata dai rimorsi.

La disperazione del giovane uomo viene, infine, a colmare il vuoto della sua esistenza. 
Lasciando la sorella pentita ma appagata finalmente dalla vita in convento, René s'imbarca per l'America dove viene a conoscenza tramite una lettera che Amélie è morta come una santa, «curando le sue compagne».
Alla fine della confessione durata tutto il libro, René tornò dalla sua sposa americana e visse come un uomo comune, senza tuttavia trovare mai la felicità cercata. Morì in una battaglia combattuta tra i francesi e la tribù dei Natchez, con padre Souël e Chactas.

### Le opinioni di Chactas e padre Souel

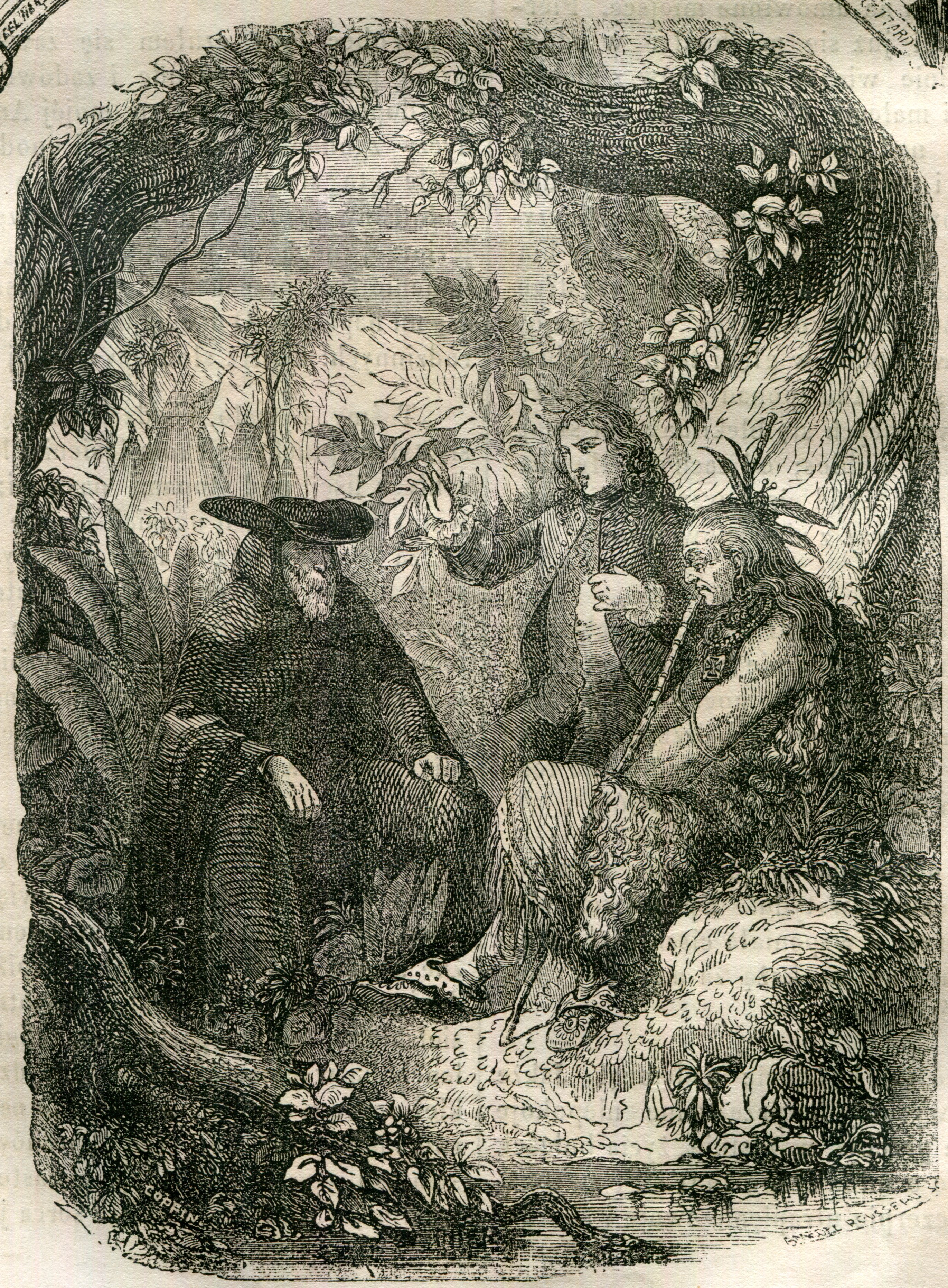
René con padre Souel e Chactas

Alla fine del suo racconto, René ascolta i pareri dei due interlocutori: dapprima Chactas, il quale ha vissuto una travolgente e tragica storia d'amore con Atala, pieno di compassione, lo consola. Durante le sue parole, padre Souel ascolta silenzioso e guarda René; ma successivamente prende la parola e inizia la sua sentenza nei confronti di René e di Chactas stesso.

Essi si sono lasciati trasportare dalle emozioni; René era troppo occupato a disprezzare il mondo per accorgersi che il male maggiore, il vero motivo di disperazione, era lì davanti ai suoi occhi, la sofferenza della povera Amelia, a cui egli non ha prestato soccorso.

Inoltre padre Souel accusa fortemente René in quanto eroe romantico: il fatto che egli sia pieno di sensibilità, che non apprezzi il mondo, ma al contrario ne sia disgustato, non lo rende migliore né superiore rispetto agli altri uomini. L'uomo romantico deve vivere come l'uomo comune, pregando Dio e aiutando gli altri.
A queste parole, vedendo René afflitto, perché umiliato, Chactas sorride e gli racconta la similitudine del ruscello. Un ruscello voleva diventare più grande, così chiese aiuto alla neve, ai torrenti, alla tempesta e finalmente divenne immenso; tuttavia egli si rese conto che anche se straripava dagli argini, dovunque andasse era deserto: era solo.
Questa metafora è un chiaro riferimento al desiderio dell'uomo romantico di superare i limiti imposti da Dio, però così facendo non raggiungerà mai la felicità e rimarrà per sempre solo; egli può solamente vivere come fanno tutti gli altri uomini.
Nella sentenza di padre Souel si vede chiaramente il pensiero di Chateaubriand espresso nel "Genie du Christianisme", nel quale egli vuole evidenziare l'armonia che si crea tra la religione, la natura e le passioni dell'uomo. In realtà quest'intenzione non verrà rispettata durante tutto il romanzo, ma verrà ripresa solo alla fine.

### Il male di René
Il romantico prova un sentimento d'inadeguatezza rispetto alla velocità dello sconvolgimento storico. Pensa di non aver più il suo posto in questo mondo nel quale non riesce più a identificarsi: a causa del «vague des passions» (la vaghezza delle passioni) egli stesso si accusa, più spesso accusa la società di non comprenderlo.
René è instabile emozionalmente e non dimostra sempre una logica nei suoi pensieri. In un certo senso, egli è pieno di sogni in un mondo vuoto di sogni, e nulla ostacola la sua immaginazione, l'estensione del suo «io» e dei suoi pregiudizi.

Il compito di René si riduce dunque solo alla sua esistenza, alla capacità di sopravvivere nella prova di sé che è l'esistenza. Possiamo confermare che le sofferenze del giovane René mostrano bene il "mal di vivere", il cosiddetto «mal du siècle».

### Contesto spazio-temporale della pubblicazione
Pubblicato nel 1802, René tesse degli stretti legami con un'epoca in cui Chateaubriand stesso prova la "vague des passions" comune agli intellettuali della sua generazione.
Il testo di René è un corto romanzo in cui il narratore è sempre presente.

Quest'opera sottolinea le numerose corrispondenze tra la natura e l'eroe dal temperamento romantico che sembra dominato da forze che lo sovrastano, in un contesto pieno di misticismo.

## Edizioni italiane
- Atala. Renato, Collana Biblioteca Universale n.32, Milano, Sonzogno, 1883.
- Atala. Renato. L'ultimo degli Abencerragi, traduzione di Giuseppe Bergamino, a cura di Erminio Robecchi-Brivio, Collana Resurgo n.4, Torino, Casa Editrice A.B.C., 1932.
- Atala. Renato. Le avventure dell'ultimo degli Abenceragi, a cura di Carlo Bernardi, Collana I Grandi Scrittori Stranieri n.55, Torino, UTET, 1935.
- Atala. Renato. Le avventure dell'ultimo abenceragio, Biblioteca Universale Rizzoli n.169-170, Milano, Rizzoli, 1950.
- Atala. Renato. Le avventure dell'ultimo abenceragio, traduzione di Massimo Bontempelli, a cura di Alberto Capatti, Collana Biblioteca Romantica n.47, Milano, Arnoldo Mondadori Editore, [1932] 1971.
- Renè, traduzione di Maria Rosaria Ansalone, Collana Testi francesi n.11, Liguori, 1980, ISBN 88-207-0886-8.
- Renè, traduzione di Bruno Nacci, Collana Grandi Libri n.392, Milano, Garzanti, 1989, ISBN 88-11-58392-6.
- René, traduzione di Anna Maria Scaiola, Collana Letteratura Universale. I fiori blu, Venezia, Marsilio Editori, 2001,  p. 160, ISBN 88-317-7715-7.